# Monandrocarpa tarona
Monandrocarpa tarona is een zakpijpensoort uit de familie van de Styelidae. De wetenschappelijke naam van de soort is, als Polyandrocarpa tarona, voor het eerst geldig gepubliceerd in 1987 door het echtpaar Claude en Françoise Monniot.